# Glimboca
Glimboca è un comune della Romania di 1866 abitanti, ubicato nel distretto di Caraș-Severin, nella regione storica del Banato.